# Vitalij Konstantinov
Vitalij Viktorovič Konstantinov (in russo Виталий Викторович Константинов?; Kalmayur, 28 marzo 1949) è un ex lottatore russo, fino al 1991 sovietico, specializzato nella lotta greco-romana.

## Palmarès

### Olimpiadi
- 1 medaglia:
  - 1 oro (Montréal 1976 nei pesi mosca)

### Mondiali
- 1 medaglia:
  - 1 oro (Minsk 1975 nei 52 kg)